# Pallavolo ai III Goodwill Games - Torneo femminile
Il III campionato di pallavolo femminile ai Goodwill Games si è svolto dal 21 al 27 luglio 1994 a San Pietroburgo, in Russia. Al torneo hanno partecipato 8 squadre nazionali e la vittoria finale è andata per la prima volta alla Russia.

## Squadre partecipanti
- Cina
- Cuba
- Germania
- Giappone
- Paesi Bassi
- Perù
- Russia
- Stati Uniti

## Gironi
| Girone A                | Girone B                                |
| ----------------------- | --------------------------------------- |
| Cina Cuba Giappone Perù | Germania Paesi Bassi Russia Stati Uniti |

## Fase finale

### Finali 1º e 3º posto
|  | Semifinali  | Semifinali  | Semifinali  |             |        | Finale 1º/2º posto | Finale 1º/2º posto | Finale 1º/2º posto |  |
|  |             |             |             |             |        |                    |                    |                    |  |
|  | Russia      | Russia      | 3           |             |        |                    |                    |                    |  |
|  | Russia      | Russia      | 3           |             |        |                    |                    |                    |  |
|  | Giappone    | Giappone    | 0           |             |        |                    |                    |                    |  |
|  | Giappone    | Giappone    | 0           |             | Russia | Russia             | 3                  |                    |  |
|  |             |             |             |             | Russia | Russia             | 3                  |                    |  |
|  |             |             | Stati Uniti | Stati Uniti | 0      |                    |                    |                    |  |
|  | Stati Uniti | Stati Uniti | Stati Uniti | Stati Uniti | 0      | 3                  |                    |                    |  |
|  | Stati Uniti | Stati Uniti |             |             |        | 3                  |                    |                    |  |
|  | Cina        | Cina        | 0           |             |        | Finale 3º/4º posto | Finale 3º/4º posto | Finale 3º/4º posto |  |
|  | Cina        | Cina        | 0           |             |        |                    |                    |                    |  |
|  |             |             |             |             |        |                    |                    |                    |  |
|  |             |             |             |             |        | Giappone           | Giappone           | 3                  |  |
|  |             |             |             |             |        | Giappone           | Giappone           | 3                  |  |
|  |             |             |             |             |        | Cina               | Cina               | 1                  |  |

### Finali 5º e 7º posto
|  | Semifinali  | Semifinali  | Semifinali |          |      | Finale 5º/6º posto | Finale 5º/6º posto | Finale 5º/6º posto |  |
|  |             |             |            |          |      |                    |                    |                    |  |
|  | Cuba        | Cuba        | 3          |          |      |                    |                    |                    |  |
|  | Cuba        | Cuba        | 3          |          |      |                    |                    |                    |  |
|  | Paesi Bassi | Paesi Bassi | 0          |          |      |                    |                    |                    |  |
|  | Paesi Bassi | Paesi Bassi | 0          |          | Cuba | Cuba               | 3                  |                    |  |
|  |             |             |            |          | Cuba | Cuba               | 3                  |                    |  |
|  |             |             | Germania   | Germania | 0    |                    |                    |                    |  |
|  | Germania    | Germania    | Germania   | Germania | 0    | 3                  |                    |                    |  |
|  | Germania    | Germania    |            |          |      | 3                  |                    |                    |  |
|  | Perù        | Perù        | 1          |          |      | Finale 7º/8º posto | Finale 7º/8º posto | Finale 7º/8º posto |  |
|  | Perù        | Perù        | 1          |          |      |                    |                    |                    |  |
|  |             |             |            |          |      |                    |                    |                    |  |
|  |             |             |            |          |      | Paesi Bassi        | Paesi Bassi        | 3                  |  |
|  |             |             |            |          |      | Paesi Bassi        | Paesi Bassi        | 3                  |  |
|  |             |             |            |          |      | Perù               | Perù               | 1                  |  |

## Classifica finale
| Classifica | Squadre     |
| ---------- | ----------- |
|            | Russia      |
|            | Stati Uniti |
|            | Giappone    |
| 4          | Cina        |
| 5          | Cuba        |
| 6          | Germania    |
| 7          | Paesi Bassi |
| 8          | Perù        |